# Classic Concentration
Classic Concentration is een videospel dat werd ontwikkeld door Softie en werd uitgegeven door ShareData. Het spel werd uitgebracht in 1988. Het spel was midden jaren tachtig erg populair en was gebaseerd op een televisieprogramma.

## Platforms
| Jaar | Platform                    |
| ---- | --------------------------- |
| 1988 | Apple II, Commodore 64, DOS |
| 1990 | NES                         |